# Dudusa horishana
Dudusa horishana är en fjärilsart som beskrevs av Matsumura 1929. Dudusa horishana ingår i släktet Dudusa och familjen tandspinnare. Inga underarter finns listade i Catalogue of Life.